# Andronikos V Palaiologos
Andronikos V Palaiologos, född 1400, död 1407, var kejsardömet Bysans monark mellan år 1403 och 1407